# Орловский, Виктор Феликсович
Орловский Виктор Феликсович (укр. Орловський Віктор Феліксович); 26 марта 1950 г., доктор медицинских наук, профессор, заведующий кафедрой в Медицинском институте Сумского государственного университета, врач-гастроэнтеролог высшей категории.

## Биография
- Родился 26 марта 1950 г. в селе Новопетровка Нижнесерогозского района Херсонской области (Украина), где и окончил с отличием школу.
- Окончил Черновицкий государственный медицинский институт с отличием. В 1979 году защитил кандидатскую диссертацию на тему «Особенности волюморегуляции при гипертонической болезни». С 1980 по 1995 год работал на кафедре гастроэнтерологии Запорожского института усовершенствования врачей. В 1995 году защитил докторскую диссертацию.
- С 1995 года по настоящее время работает в Медицинском институте Сумского государственного университета заведующим кафедры семейной медицины. Ученое звание: профессор.
- Проживает в г. Сумы, Украина.
- Семейное положение — женат, имеет двоих взрослых детей.[1]

## Профессиональные данные
Орловский Виктор Феликсович имеет высшую категорию по терапии, участник многих международных конференций, является фактическим основателем терапевтической научной школы в Сумском государственном университете, автор ряда пособий для врачей и студентов по внутренней медицине — более 150 научных работ. Под его руководством защищены 1 докторская и 7 кандидатских диссертаций.
Сфера профессиональной деятельности: внутренняя медицина, гастроэнтерология. Клиническая база: областная клиническая больница, Железнодорожная поликлиника станции Сумы.

#### Отдельные работы и исследования
- «Особенности течения, диагностики и медикаментозной терапии предъязвенного состояния и язвенной болезни двенадцатиперстной кишки у женщин»: автореферат дис. доктора медицинских наук: Запорожье, 1995; 42 c.
- «Особенности волюморегуляции при экспериментальной гипертензии»: Автореф. дис. на соиск. учен. степ. канд. мед. наук: Киев, 1979; 20 с.[3]
- «Способ диагностики атрофического антрального гастрита» (совместно с Медведевым В. Н.). Авторское свидетельство на изобретение относящееся к медицине, а именно к гастроэнтерологии и патанатомии.[4]
- «Способ коррекции дислипидемий у больных гипотиреозом в сочетании с неалкогольной жировой болезнью печени» (совместно с Жалдак Д. А. и Мелеховець О. К.). Авторское свидетельство на изобретение относящееся к медицине, в частности терапии, гастроэнтерологии, эндокринологии и семейной медицине и может быть использовано для лечения гипотиреоза.[5]
- другие.